# NGC 5292
NGC 5292 is een spiraalvormig sterrenstelsel in het sterrenbeeld Centaur. Het hemelobject werd op 30 maart 1835 ontdekt door de Britse astronoom John Herschel.

## Synoniemen
- ESO 445-31
- MCG -5-33-8
- IRAS 13447-3041
- PGC 48909